# Stephen Warbeck
Stephen Warbeck (Southampton, 3 maggio 1953) è un compositore britannico di colonne sonore cinematografiche.

Ha collaborato spesso con il regista John Madden, firmando le colonne sonore di Shakespeare in Love, con cui vinse l'Oscar, ma prima ancora La mia regina, e in seguito Il mandolino del capitano Corelli e Proof - La prova

## Filmografia parziale

### Cinema
- Sister My Sister, regia di Nancy Meckler (1994)
- Le donne non sono tutte uguali (Different for Girls), regia di Richard Spence (1996)
- La mia regina (Mrs. Brown), regia di John Madden (1997)
- Shakespeare in Love, regia di John Madden (1998)
- Mystery Men, regia di Kinka Usher (1999)
- Billy Elliot, regia di Stephen Daldry (2000)
- Quills - La penna dello scandalo (Quills), regia di Philip Kaufman (2000)
- Il mandolino del capitano Corelli (Captain Corelli's Mandolin), regia di John Madden (2001)
- Birthday Girl, regia di Jez Butterworth (2001)
- Due fratelli (Deux frères / Two Brothers), regia di Jean-Jacques Annaud (2004)
- Proof - La prova (Proof), regia di John Madden (2005)
- Goal II - Vivere un sogno (Goal! 2: Living the Dream), regia di Jaume Collet-Serra (2007)
- Tre destini, un solo amore (Un balcon sur la mer), regia di Nicole Garcia (2010)
- There Be Dragons - Un santo nella tempesta (There Be Dragons), regia di Roland Joffé (2011)
- Polisse, regia di Maïwenn (2011)
- Gallowwalkers, regia di Andrew Goth (2012)
- La Marche, regia di Nabil Ben Yadir (2013)
- Hussein ha detto di no (Rastakhiz), regia di Ahmad Reza Darvish (2014)
- Il viaggio (The Journey), regia di Nick Hamm (2016)
- Jeanne du Barry - La favorita del re (Jeanne du Barry), regia di Maïwenn (2023)
- The Last Rifleman - Ritorno in Normandia (The Last Rifleman), regia di Terry Loane (2023)

### Televisione
- Canto di Natale (A Christmas Carol), regia di David Hugh Jones - Film TV (1999)